# Symbolisme des lettres
 (octobre 2024).
Si vous disposez d'ouvrages ou d'articles de référence ou si vous connaissez des sites web de qualité traitant du thème abordé ici, merci de compléter l'article en donnant les références utiles à sa vérifiabilité et en les liant à la section « Notes et références ».
 (octobre 2024).
- Si vous ne connaissez pas le sujet, laissez ce bandeau (vous pouvez alors contacter les auteurs).
- Si vous supprimez le contenu mis en cause (vous pouvez préalablement contacter les auteurs),

argumentez précisément cette suppression dans la page de discussion
(un manque de référence n'est pas un argument ; une recherche réelle de référence doit avoir été effectuée, être formellement documentée).
Le symbolisme des lettres concerne le sens et la valeur symboliques des lettres (signes graphiques représentant dans la langue écrite un phonème ou un groupe de phonèmes), soit lues, soit écrites, dans une écriture alphabétique ou ailleurs. Alors que, quand on lit, le sens de chaque lettre disparaît, quand on se penche sur le symbolisme des lettres on cherche du sens dans chaque lettre.
Le symbolisme des lettres concerne l'alphabet en tant que symbole, dans sa capacité à représenter analogiquement, à être interprété, à porter sens et valeurs (en plus de l'aspect pratique ou matériel). On entre dans l'étude des lettres en tant que symboles (symbologie) ou en tant que systèmes (symbolique) ou dans l'examen de leur capacité à désigner, à signifier, voire à exercer une influence (symbolisme). La lettre en général a son symbolisme (elle représente l'élément des choses, sa nature simple, ainsi que le démontre l'étymologie grecque) ; chaque lettre en particulier a son symbolisme (le A représente le début). 
A contrario, le symbolisme des lettres paraît un pur délire à qui insiste sur l'arbitraire des signes. Ainsi, saint Augustin, dans De la doctrine chrétienne (II, 24) condamne ce qu'il voit comme une superstition :
« La lettre X, par exemple, qui sert à marquer le nombre dix, a chez les Grecs une signification autre que chez les Latins ; signification qu'elle tient, non de sa nature, mais d'une convention arbitraire ; et celui qui, connaissant ces deux langues, écrirait à un grec, n'emploierait pas, pour exprimer sa pensée, cette lettre dans le même sens que s'il écrivait à un latin. « Beta, » sous la même prononciation, est le nom d'une lettre chez le Grecs; et chez les Latins, celui d'une sorte de betterave. »

## Distinctions
- Lettres, et pictogramme (Indiens d'Amérique, Esquimaux, Africains Bochimans, Océaniens), signes conventionnels [signes totémiques, tabous, signes magiques, etc.], idéogrammes (Mayas, Égypte ancienne, Mésopotamie, Chine), écritures syllabiques (écritures brahmi, phénicienne). "Le terme général 'lettre' s'emploie pour désigner chacun des éléments graphiques dont est constitué un alphabet et qui sont utilisés dans les écritures alphabétiques."[1] Les lettres ne concernent donc que l'écriture alphabétique (alphabet des Grecs, des Romains ; écriture ogamique des Irlandais et Gallois au Ve siècle, écriture runique des Germains, alphabet glagolitique des Slaves au IXe siècle, hébreu au VIe siècle av. J.-C., écritures arabiques dès le Xe siècle av. J.-C., etc.).
- Certaines lettres sont conventionnelles, d'autres directement symboliques. Le o symbolise bien la bouche.

| lettre conventionnelle             | lettre symbolique                              | lettre symbolique |
| ---------------------------------- | ---------------------------------------------- | ----------------- |
| o = lettre o, son o, oxygène, etc. | o = bouche, alun (un sulfate qui brille), etc. |                   |

- Symbole, symbolique, symbologie. Symbolique et symbolisme sont liés. 1) "Le symbole est un signe concret évoquant par un rapport naturel quelque chose d'absent ou d'impossible à percevoir" (André Lalande, Vocabulaire technique et critique de la philosophie). 2) Le symbolisme des lettres concerne d'une part leur capacité à signifier, peut-être à agir, influencer, activer, d'autre part leur statut à être interprétées. 3) La symbolique des lettres concerne le système signifiant des lettres : d'une part, elles forment ensemble un système, un tout, un ensemble, un complexe, d'autre part, chacune entre dans un réseau (chacune appelle son opposé, son proche, etc.).
- Sémiotique : syntaxe, sémantique, pragmatique. L'approche sémiotique, depuis Charles W. Morris[2], examine trois points de vue, qu'on peut appliquer aux lettres : 1) la syntaxe (les rapports entre lettres), 2) la sémantique (le sens des lettres, ce qu'elles désignent indirectement, par analogie naturelle) [soit relation signifiant/signifié, soit relation signe/référent], 3) la pragmatique (l'utilisation des lettres symboliques dans une situation de communication).
- Son, figure, nom. Le philosophe Ramus (Gramere, 1562, p. 24), frappé par les inventions de l'imprimerie, distingue dans la lettre trois aspects : le son, la figure et le nom. Par exemple, le caractère d'imprimerie V renvoie à un son (on prononce "vé"), une figure (on écrit V, v), un nom (V s'appelle "Vé", à l'époque de Ramus : "Vau")[3].

## Analogies et correspondances; synesthésies
- Voir : Analogies et correspondances.

Pour saisir le symbolisme des lettres, il est souvent pertinent de remarquer comment les hommes ont mis les lettres en correspondance avec d'autres éléments de domaines analogues (figures géométriques, sons, couleurs, etc.) ou comment fonctionnent certaines synesthésies (identifications entre une sensation de forme et une sensation de couleur, une sensation de son et une sensation de couleur...).
Les textes magiques grecs disent parfois que les sept voyelles symbolisent les sept dieux planétaires. D'après Plutarque, A est lié à la Lune, à la note si, au lundi ; E : Mercure, do ; H : Vénus, ré ; I : Soleil, mi ; O : Mars, fa ; Y : Jupiter, sol ; oméga : Saturne, la.
Lettres et animaux. Divers dictionnaires mettent en relation une lettre et un animal : A/âne, etc.
Lettres et nombres. Dans beaucoup d'alphabets, les lettres sont des nombres ; par exemple, pour les chiffres latins I est 1, V est 5, L est 50, etc. La classification périodique des éléments chimiques de Mendeleïev (1869) associe à chaque élément chimique des lettres et des nombres, apparemment arbitraires, pas symboliques : le mercure est Hg et 80, le plomb est Pb et 84. 
Éliphas Lévi, dans son Dogme et Rituel de Haute Magie (1854), est le premier à établir des correspondances entre les lettres de l'alphabet hébreu, les 22 sentiers de la sagesse selon le Sefer Yezira des kabbalistes, les 22 lames du Tarot.
Un synesthète graphèmes → couleurs témoigne : « J'associe souvent les lettres et les nombres avec des couleurs. Chaque chiffre et chaque lettre est associé à une couleur dans ma tête. Parfois, lorsque les lettres sont écrites sur un morceau de papier, elles apparaîtront brièvement en couleur si je ne suis pas concentré dessus. Par exemple, "S" est rouge, "H" est orange, "C" est jaune, "J" est jaune-vert, "G" est vert; "E" est bleu, "X" est mauve, "I" est jaune pâle, "2" est brun, "1" est blanc. Si j'écris SHCJGEX, ou encore ABCPDEF, ces lettres formeront un arc-en-ciel alors que je les lis. »

## Techniques de décodage
Il y a deux niveaux dans l'art de décoder (identifier et interpréter) les symboles, leur code : le déchiffrage et le décryptage. Quand on déchiffre, on connaît le code ; quand on décrypte : on ne le connaît pas.
Les techniques de décodage sont plus nombreuses.
- Première technique : le symbolisme des formes. Déjà, Geofroy Tory (Champ fleuri de la vraie proportion des lettres antiques, 1500) suppose que les lettres, inventées par inspiration divine, ont été constituées à partir de droites et de cercles[5]. "Regardez les formes des lettres. Elles sont composées de droites et de courbes. Dans la symbolique traditionnelle, la droite est reliée à la polarité masculine et la courbe à la polarité féminine. Cette particularité 'sexuelle' des lettres et des chiffres n'est pas fortuite pour celui qui sait que tout s'accouple selon des lois, des codes qui font du hasard un leurre. La complémentarité des polarités permet une 'auto-fécondation' productive.

La droite horizontale. Elle représente notre plan terrestre, 'plat' par son horizon et sa stabilité apparente. C'est une structure d'accueil de notre matière dont elle est le symbole. Elle est aussi le symbole masculin.
La droite verticale. Elle représente l'Esprit Divin. Elle est une descente de ce "qui est en haut" en reliant le supérieur et l'inférieur. Ce qui est debout, à l'image de l'humain, est ce qui est doué d'esprit, d'intelligence, étant le lien entre le monde divin et les mondes inférieurs. Regardez la symbolique de l'arbre, ce pilier vertical qui est dans les traditions le lien entre le ciel et la terre et vénéré comme tel.
La diagonale. Elle désigne un mouvement, qui est une progression ou une ascension selon le sens du tracé. Ce mouvement peut être un mouvement temporel ou une capacité d'action, de faire. 
La demi-sphère : matrice. Elle est le symbole de la féminité en attente de fécondation.
Le demi-carré. Il symbolise l'homme dans sa polarité incomplète. Ce carré que l'on devine, c'est son côté cartésien, "carré", et pourtant tronqué de moitié car il lui manque son autre moitié.
Le cercle : Il représente un tout fini, complet et parfait, autonome, et pourtant cerné par sa propre limite. Il contient son propre espace, c'est un contenant et un contenu." 
- Deuxième technique : le répertoire. Il faut d'une part identifier les objets portant telle lettre, commençant par telle lettre, d'autre part trouver leurs points communs.

- Troisième technique : le système. Il faut examiner les rapports avec les autres lettres. A quelle lettre le A de tel mot est-il opposé, ou accouplé, ou similaire ?

- Quatrième technique : la science. Que disent les traditions (proverbes, mythes, contes, etc.) et les savants (philosophes, théologiens, iconographes, historiens, etc.) ?

- Cinquième technique. Il existe des procédés proprement ésotériques, qui relèvent de la kabbale et forment la "science des lettres", la "combinaison des lettres" (hôkhmat ha-zeruf)[6], particulièrement développée par Abraham Aboulafia à la fin du XIIIe siècle Dans ce système, "chacune des lettres est un nom en soi" (Éléazar de Worms)[7]. Reuchlin définit la kabbale comme "une théologie symbolique où lettres et les noms sont non seulement les signes des choses, mais encore la réalité des choses"[8]. La combinaison des lettres kabbalistique comprend trois procédés :

- gematria (numérologie). Depuis sans doute l'exil de Babylone, certains mystiques expliquent un mot ou un groupe de mots à partir de la valeur numérique de ses lettres, et en comparant à un autre mot de même valeur. Alef = 1, dalet = 4, etc. Selon Gikatella (XIVe siècle), le mot Echad, "Un", équivaut au mot Ahabah, "Amour" : 1 + 8 + 4 = 13, et 1 + 5 + 2 + 5 = 13. "La gematria du mot 'Emet' (vérité) est 441, soit 4 + 4 + 1 = 9, qui est la même que celle de 'Lev' (moi ou Dieu ou amour) (= 36 = 3 + 6 = 9). Il y a correspondance entre lettre et nombre, et identification.
- notarikon (acrostiche). C'est un autre procédé relevant de la kabbale. Il consiste à utiliser les lettres initiales, intermédiaires ou finales d'un mot ou d'un groupe de mots comme abréviations de termes, expressions ou énoncés, et, inversement, à former un terme, une expression ou un énoncé à partir des lettres initiales ou finales. Ainsi, Adam, formé des lettres hébraïques alef, dalet, mem, renvoie à Adam, David, Messiah (Messie).
- temura (permutation). On "remplace chaque lettre d'un mot ou d'un groupe de mots par une autre lettre, conformément à un système de substitution. Le système atbash, le plus connu, inverse l'ordre, de sorte que la dernière lettre devient la première : taw = alef ; ainsi, le nom "Shéshak", qui figure dans Jérémie (XXV, 26 ; LI, 41) était incompréhensible, jusqu'au jour où un savant pensa à la temura, et lut Bavel, 'Babylone'". "'Shéshak' : peut-être écriture cryptographique pour 'Babel'", dit La Sainte Bible traduite en français sous la direction de l'école biblique de Jérusalem (1955). Autre exemple, pris ailleurs : l'alchimiste Michael Maier écrit le mot Tusalmat, mais il utilise un code (découvert par Pierre Borel et Isaac Newton), où il faut permuter t et s, u et a, l et r, m et n, de sorte qu'on obtient Saturnus. Mais y a-t-il symbole ? non, juste signe, puisque Tusalmat n'a pas de sens, pas de lien naturel avec Saturne (le plomb alchimique).

## Ésotérisme des lettres
Dans l'histoire de la mystique juive, un texte très énigmatique fait date, le Sefer Yezira (Sepher Yetsirah, Livre de la Création), qui date peut-être du IIIe siècle, et fut écrit à Babylone. Selon ce texte, très bref et très énigmatique, le monde se compose de dix principes, appelés sefirot (numérations), et qui correspondent aux dix nombres du système décimal, de 1 à 10. Ces 10 sefirot sont reliés par 32 chemins, à savoir les 10 premiers nombres entiers et les 22 lettres de l'alphabet hébreu, divisées en 3 lettres mères (alef, mem, shin), 7 lettres doubles (consonnes qui produisent un son dur ou doux selon qu'elles comportent ou non un dagesh : bet, gimel, dalet, kaf, pe, d'une part, kaf, pe, resh, tav, d'autre part), et 12 lettres simples.
"Selon trente-deux mystérieux sentiers de Sagesse [les 10 premiers nombres entiers + les 22 lettres], Yah, Seigneur des Armées, Dieu-vivant et Roi du Monde, El Shadaï, miséricordieux et donnant grâce, supérieur et suprême, résidant éternel d'En Haut, et son Nom est sacré, a gravé et créé son monde par trois sepharim [livres], par Sephar [nombre, la lettre en tant que chiffre] et par Sipour [récit, la lettre en tant qu'expression orale] et par Sepher [sefer, livre, la lettre en tant qu'expression écrite]. Dix sephiroth belima [esprit, Air, Eau, Feu, Haut, Bas, Levant, Ponant, Midi, Nord] et vingt-deux lettres de fondement : trois mères [alef, mem, shin] et sept redoublées [bet, gimel, dalet ; kaf, pe, resh, tav] et douze simples [hê, vav, etc.]. Dix sephiroth belima [sefirot beli mah : numérations sans rien] comme le compte de dix doigts, cinq contre cinq, et l'Alliance de l'Unique dirigée au milieu, par le mot de la langue et par le mot de la nudité [circoncision]... Trois mères Aleph, Mem, Shin [alef, mem, shin], un grand secret prodigieux, voilé et scellé de six anneaux, d'où sont issus Air, Eau et Feu... Les cieux ont été créés à partir du Feu, et la Terre a été créée à partir de l'Eau, et l'Air à partir du souffle [esprit] équilibrant entre les deux... Trois mères Aleph, Mem, Shin. Dans le respirant mâle et femelle : tête et ventre et corps..."
Le plus célèbre texte lançant un défi à la symbologie des lettres est le Coran, dans sa deuxième sourate : "Alif, Lam, Mim. Voici le Livre. Il ne renferme aucun doute ; il est une Direction pour ceux qui craignent Dieu ; ceux qui croient au Mystère..." Alif, Lam, Mim sont trois lettres.
Swedenborg déclara : « Le langage des anges célestes sonne beaucoup en voyelles U et O ; et le langage des anges spirituels en voyelles E et I. ».

## Magie des lettres
Une utilisation importante du symbolisme des lettres concerne la magie. Pour le pseudo-Paracelse de l'Archidoxe magique : 
« les signes, les caractères [écritures et symboles occultes], et les lettres ont leur force et leur efficacité. Si la nature et l'essence propre des métaux, l'influence et le pouvoir du ciel et des planètes, la signification et la disposition des caractères, signes et lettres, s'harmonisent et concordent simultanément avec l'observation des jours temps et heures, qui donc, au nom du ciel, empêcherait qu'un signe ou sceau [image astrologique] fabriqué de la sorte ne possédât sa force et sa faculté d'opérer ? ». 
Ibn Wahshiya a écrit au Xe siècle un ouvrage très lu par les magiciens sur quatre-vingt-sept alphabets magiques : Connaissance longuement désirée des alphabets occultes enfin dévoilée. 
Les livres magiques, à partir du XIIIe siècle, sont remplis d'alphabets magiques. Les magiciens chrétiens s'appuient sur quelques citations des Évangiles pour justifier leurs croyances mais aussi pour rédiger leurs textes : "C'est moi l'Alpha et l'Oméga, dit le Seigneur Dieu" (Apocalypse, I, 8), "Avant que ne passent le ciel et la terre, pas un i [un iota, en grec], pas un point sur l'i ne passera de la Loi, que tout ne soit réalisé" (Matthieu, V, 18), "Je suis la Voie, la Vérité et la Vie" (Jean, XIII, 5) : Via, Veritas, Vita, "Par mon nom [Jésus], ils chasseront les démons, ils parleront en langue" (Marc, XVI, 17), "Dieu l'a ressuscité des morts... Ce Nom même [Yahvé, le Tétragramme sacré] a rendu la force" (Actes des Apôtres, III, 16-16).
Les alphabets secrets de l'abbé Trithème (1462-1516), dans sa Steganographia, servent autant à la cryptographie qu'à la magie angélique.
John Dee, célèbre mathématicien et magicien anglais, auteur de Monas Hieroglyphica (1564) :
"Cette littérature alphabétique contient de grands mystères... Les premières lettres mystiques des Hébreux, des Grecs et des Romains, formées par un seul Dieu, ont été transmises aux mortels (...)n de manière que tous les signes qui les représentent soient produits par des points, des lignes droites et des périmètres de circonférences, disposés selon un art merveilleux et très savant."
Johann Michael Moscherosch (1601-1669) fait dire à un de ses personnages : "Quand je me réveille le matin (...), je récite un alphabet entier ; toutes les prières du monde y sont comprises" (Wunderliche und Warhafftige Geschichte Philanders von Sittewald, 1642, p. 701).
Dans les grimoires figurent des lettres de l'alphabet. Contre les hémorragies le magicien propose ce rite :
"Écris ces caractères sur un parchemin vierge et attache-les autour du cou de la personne qui perd son sang : S.q.r.tz.Os. T.q.e.t.o.a.c.ge.E.h.x sancta. Sernenisa." (Le sachet accoucheur).

## Alphabet grec
| Lettre capitale | Lettre minuscule | Nom         | Nom                         | Nom          | Nom                     | Translittération        | Prononciation scolaire      |
| Lettre capitale | Lettre minuscule | Grec Ancien | Grec Médiéval (polytonique) | Grec Moderne | Français                | Translittération        | Prononciation scolaire      |
| --------------- | ---------------- | ----------- | --------------------------- | ------------ | ----------------------- | ----------------------- | --------------------------- |
| Α               | α                | ἄλφα        | ἄλφα                        | άλφα         | Alpha                   | a                       | [a]                         |
| Β               | β (var. ϐ)       | βῆτα        | βῆτα                        | βήτα         | Bêta var : Bêta courbé  | b                       | [b]                         |
| Γ               | γ                | γάμμα       | γάμμα                       | γάμμα γάμα   | Gamma                   | g (n devant γ, κ, ξ, χ) | [g] ([ŋ] devant γ, κ, ξ, χ) |
| Δ               | δ                | δέλτα       | δέλτα                       | δέλτα        | Delta                   | d                       | [d]                         |
| Ε               | ε                | εἶ          | ἒ ψιλόν                     | έψιλον       | Epsilon                 | e                       | [e]                         |
| Ζ               | ζ                | ζῆτα        | ζῆτα                        | ζήτα         | Dzêta                   | z                       | [dz]                        |
| Η               | η                | ἦτα         | ἦτα                         | ήτα          | Êta                     | ê                       | [ɛ]                         |
| Θ               | θ                | θῆτα        | θῆτα                        | θήτα         | Thêta                   | th                      | [θ]                         |
| Ι               | ι                | ἰῶτα        | ἰῶτα                        | ιώτα γιώτα   | Iota                    | i                       | [i]                         |
| Κ               | κ                | κάππα       | κάππα                       | κάππα κάπα   | Kappa                   | k                       | [k]                         |
| Λ               | λ                | λάϐδα       | λάμϐδα                      | λάμδα λάμβδα | Lambda                  | l                       | [l]                         |
| Μ               | μ                | μῦ          | μῦ                          | μι μυ        | Mu                      | m                       | [m]                         |
| Ν               | ν                | νῦ          | νῦ                          | νι νυ        | Nu                      | n                       | [n]                         |
| Ξ               | ξ                | ξεῖ         | ξῖ                          | ξι           | Xi                      | x                       | [ks]                        |
| Ο               | ο                | οὖ          | ὂ μικρόν                    | όμικρον      | Omicron                 | o                       | [o]                         |
| Π               | π                | πεῖ         | πῖ                          | πι           | Pi                      | p                       | [p]                         |
| Ρ               | ρ                | ῥῶ          | ῥῶ                          | ρω           | Rhô                     | r                       | [r]                         |
| Σ               | σ (var. ς)       | σῖγμα       | σῖγμα                       | σίγμα        | Sigma var : Sigma final | s                       | [s]                         |
| Τ               | τ                | ταῦ         | ταῦ                         | ταυ          | Tau                     | t                       | [t]                         |
| Υ               | υ                | ὖ           | ὒ ψιλόν                     | ύψιλον       | Upsilon                 | u                       | [u]                         |
| Φ               | φ                | φεῖ         | φῖ                          | φι           | Phi                     | ph                      | [f]                         |
| Χ               | χ                | χεῖ         | χῖ                          | χι           | Khi                     | kh                      | [k]                         |
| Ψ               | ψ                | ψεῖ         | ψῖ                          | ψι           | Psi                     | ps                      | [ps]                        |
| Ω               | ω                | ὦ           | ὦ μέγα                      | ωμέγα        | Oméga                   | ô                       | [ɔ]                         |

## Alphabet latin
| A | B | C | D | E | F | G | H | I | J | K | L | M |
| N | O | P | Q | R | S | T | U | V | W | X | Y | Z |

| a | b | c | d | e | f | g | h | i | j | k | l | m |
| n | o | p | q | r | s | t | u | v | w | x | y | z |

On connaît le poème de Rimbaud, intitulé "Voyelles" :
"A noir, E blanc, I rouge, U vert, O bleu : voyelles"
Chaque lettre porte son symbolisme, sur plusieurs plans. Par exemple, A, sur le plan des nombres, vaut 1, il symbole l'origine ; sur le plan phonétique, il est ouvert ; sur le plan de la morphologie, de la forme, il est l'inverse du V ; sur le plan sémantique, il exprime la négation ou la privation (préfixe privatif grec a-, comme dans "acéphale", "sans tête") ; en musique, il équivaut à la note la ; etc.

## Ogams
L'alphabet comprend vingt lettres différentes (feda), divisées en 4 familles (aicmí, pluriel de aicme). Chaque aicme était nommée d'après sa première lettre : Aicme Beithe, Aicme Húatha, Aicme Muine, Aicme Ailme. D'autres lettres ont été ajoutées dans certains manuscrits, à une époque très tardive, et sont appelées forfeda.
Les quatre familles sont, avec leur transcription et leur nom, suivies de leur prononciation et leur nom supposé en ancien irlandais quand l'étymologie est connue :
- Aicme Beithe
  - B beith [b] (*betwias)
  - L luis [l]
  - F fearn [w] (*wernā)
  - S saille [s] (*salis)
  - N nuin [n]
- Aicme Húatha
  - H úath [y]
  - D duir [d] (*daris)
  - T tinne [t]
  - C coll  [k]  (*coslas)
  - Q ceirt [kw] (*kwertā)
- Aicme Muine
  - M muin [m]
  - G gort [g] (*gortas)
  - NG gétal [gw] (*gwēddlan)
  - Z straif [sw] ou [ts]
  - R ruis [r]
- Aicme Ailme (voyelles)
  - A ailm  [a]
  - O onn [o] (*osen)
  - U úr  [u]
  - E edad [e]
  - I idad  [i]

Il n'existe pas de lettre pour p, puisque le phonème a disparu dès le proto-celtique, il n'apparait donc qu'avec les apports du latin (Patrick etc.). À l'inverse, on trouve une lettre pour q (ᚊ ceirt), alors que le phonème n'existe plus en Ancien Irlandais.
Les forfeda sont dues aux manuscrits, qui leur attribuent diverses valeurs  :
- EA ébad
- OI  óir
- UI uillenn
- IO iphín
- AE emancholl

## Runes
Voici les 24 runes originelles :
| f | u | þ | a | r | k | g | w |
| h | n | i | j | ï | p | z | s |
| t | b | e | m | l | ŋ | d | o |

## Logo
Le logo est, non pas l'aspect graphique adjoint à un nom, qui en fait un insigne, mais bel et bien le nom dans un graphisme typographique spécial. Exemple : le losange Renault n'est pas le logo, mais l'insigne de Renault. Le véritable logo de Renault est le nom « RENAULT » écrit avec une police spécifique ou bien avec une police de caractère spécialement étudiée pour la circonstance, ou encore le nom écrit avec un certain style pour en rendre l'aspect original.